# Shighnan (distrikt)
Shighnan är ett distrikt i Afghanistan. Det ligger i provinsen Badakhshan, i den nordöstra delen av landet, 400 kilometer nordost om huvudstaden Kabul.
Distriktet beräknades år 2022 ha cirka 33 000 invånare.